# Jewgeni Michailowitsch Jegorow
Jewgeni Michailowitsch Jegorow (russisch Евгений Михайлович Егоров, wiss. Transliteration Evgenij Michajlovič Egorov; * 30. Juni 1999 in Nischni Nowgorod, Oblast Nischni Nowgorod) ist ein russischer Schauspieler.

## Leben
Jegorow ist Student an der von Oleg Pawlowitsch Tabakow gegründeten Moskauer Theaterschule. 2018 debütierte er in Yolki poslednie als Schauspieler. In den nächsten Jahren folgten weitere Besetzungen in Spielfilmen und einzelnen Episoden verschiedener Fernsehserien. So war er 2019 im Horrorfilm Guests – Das Tor zur Hölle und 2020 in einer Episode der Fernsehserie The Last Minister zu sehen.

## Filmografie (Auswahl)
- 2018: Yolki poslednie (Ёлки последние)
- 2018: Nenast'ye (Ненастье)
- 2019: Guests – Das Tor zur Hölle (Gosti/Гости)
- 2019: Odesskiy parokhod (Одесский пароход)
- 2019: Pechen' ili istoriya odnogo startapa (Печень или история одного стартапа)
- 2019: Politseyskiy s Rublyovki (Полицаят от Рубльовка) (Fernsehserie, Episode 5x07)
- 2019: Chistaya psikhologiya (Чистая психология)
- 2020: Alisa (Алиса)
- 2020: Gosti iz proshlogo (Гости из прошлого)
- 2020: Ideal'naya sem'ya (Идеальная семья)
- 2020: The Last Minister (Posledniy ministr/Министерство) (Fernsehserie, Episode 1x11)
- 2020: Filatov (Филатов)
- 2021: Severnyy veter (Северный ветер)
- 2021: Rashn Yug (Рашн Юг)